# اتاق سبز (کاخ سفید)
اتاق سبز (انگلیسی: Green Room) یکی از سه اتاق پذیرایی دولت در طبقهٔ نخست کاخ سفید می‌باشد که خانه رئیس‌جمهور ایالات متحده است، از این اتاق در جهت مهمانی‌ها و پذیرش‌های کوچک و همچنین صرف چای استفاده می‌شود، در طول ضیافت یک شام از طرف دولت، مهمانان در یکی از سه اتاق پذیرایی دولت کوکتل سرو می‌کنند، قبل از رئیس‌جمهور، بانوی اول و بازدیدکنندگان از رئیس دولت
اتاق سبز به شکل سنتی با رنگ‌های سایه‌ای سبز رنگ‌آمیزی و تزئین شده‌است، ابعاد اتاق در حدود ۲۸ فوت و دارای ۶ در است که به طرف کراس‌هال، اتاق شرقی، سردر جنوبی و اتاق آبی باز می‌شود